# 兵庫駅
兵庫駅（ひょうごえき）は、兵庫県神戸市兵庫区駅南通五丁目にある、西日本旅客鉄道（JR西日本）および日本貨物鉄道（JR貨物）の駅である。

## 概要
JR西日本交通サービスによる業務委託駅で、神戸駅が管理している。JR西日本の山陽本線が乗り入れており、当駅は本線と支線（和田岬線）との接続駅となっている。和田岬線は朝夕の通勤時間帯のみ運行される。アーバンネットワークエリア内であり、本線は「JR神戸線」の路線愛称設定区間に含まれている。また特定都区市内制度における「神戸市内」エリア、およびICOCAの利用可能エリアに属している。駅番号はJR神戸線にJR-A64が付与される。草津駅から100kmも続いてきた方向別複々線（内側は電車線、外側は列車線）は当駅までで、当駅 (実際は下り列車線が側線と共に、新長田駅構内で、電車線の複線の下を潜る）から西明石駅までの20kmは線路別複々線（南側は電車線、北側は列車線) となる。列車線は、当駅から西側は、明石駅と西明石駅以外はホームが存在しない。
駅北口にはかつて、山陽電気鉄道が併用軌道で乗り入れて同社本線神戸側のターミナル（電鉄兵庫駅）を形成していたが、神戸高速鉄道への乗り入れ前日の1968年4月6日限りで廃止された。
なお、兵庫県の県庁所在地は神戸市のため、県庁所在地ではなく、都道府県名がそのまま駅名になっている唯一の在来線の駅である。ただし、駅名の由来は県名ではなく兵庫津である（県名も初代庁舎が所在した兵庫津に由来する）。当駅は兵庫津地方（市街地周辺部）に所在し、兵庫津地子方（市街地。岡方・北浜・南浜。）の西玄関である柳原惣門（柳原蛭子神社）の西方に位置する。

## 歴史
- 1888年（明治21年）11月1日：山陽鉄道の当駅 - 明石駅間の開通と同時に開業[1]。旅客・貨物の取り扱いを開始[5]。
- 1889年（明治22年）9月1日：山陽鉄道の神戸駅 - 当駅間が開通。
- 1890年（明治23年）7月8日：山陽鉄道の当駅 - 和田岬駅間が開通[6]。
- 1906年（明治39年）12月1日：山陽鉄道の国有化により官設鉄道の駅となる[5][6]。
- 1909年（明治42年）10月12日：線路名称制定。山陽本線の所属となる。
- 1910年（明治43年）
  - 3月15日：兵庫電気軌道（現在の山陽電気鉄道）当駅 - 須磨駅間が開業[1]。
  - 4月5日：神戸電気鉄道（後の神戸市電）が駅前に乗り入れ。
- 1911年（明治44年）11月1日：当駅 - 新川駅間の貨物支線（兵庫臨港線）が開業[7]。
- 1930年（昭和5年）：高架駅に改築[1]。
- 1943年（昭和18年）11月20日：山陽電気鉄道兵庫駅が電鉄兵庫駅に改称。
- 1968年（昭和43年）4月6日：神戸高速鉄道東西線への直通運転開始に伴い、神戸市電と山陽電気鉄道の当駅 - 西代駅間が廃止され[1]神戸高速鉄道東西線直通となる。
- 1984年（昭和59年）2月1日：貨物の取り扱いを神戸港駅に集約し廃止。これにより、兵庫臨港線は全廃[7]。
  - ホーム南側に有蓋車用貨物ホームが併設されていたほか、和田岬線や兵庫臨港線を出入りする貨車を整理する操車場も設けられていた。現在跡地は「キャナルタウン兵庫」という再開発地区となっている。また現存する川崎車両兵庫工場専用線のほか、増田製粉所工場へも専用線が続き、有蓋車による輸送を行っていた。
- 1986年（昭和61年）3月3日：荷物扱い廃止[5]。
- 1987年（昭和62年）
  - 3月31日：鉄道車両に限って貨物の取り扱いを再開。
  - 4月1日：国鉄分割民営化により西日本旅客鉄道（JR西日本）・日本貨物鉄道（JR貨物）の駅となる[5][6]。
- 1988年（昭和63年）3月13日：路線愛称の制定により、山陽本線で「JR神戸線」の愛称を使用開始。
- 1995年（平成7年）
  - 1月17日：阪神・淡路大震災により、営業休止。
  - 1月30日：神戸駅 - 須磨駅間の復旧により、営業再開。
- 1997年（平成9年）
  - 3月8日：山陽本線（JR神戸線）にJR神戸線標準接近メロディ「さざなみ」導入[8]。
  - 11月1日：自動改札機を設置し、供用開始[9]。
- 2000年（平成12年）2月1日：神戸乗務員訓練センターが開設される[10]。
- 2001年（平成13年）7月1日：和田岬線の当駅 - 和田岬駅間が電化される。
- 2002年（平成14年）7月29日：JR京都・神戸線運行管理システム導入[11]。
- 2003年（平成15年）11月1日：ICカード「ICOCA」の利用が可能となる[12]。
- 2007年（平成19年）3月18日：駅自動放送を更新。
- 2015年（平成27年）
  - 3月12日：入線警告音の見直しに伴い、接近メロディをJR神戸線標準接近メロディ「さざなみ」の音質見直し版に再び変更する[13]。
  - 6月15日：DOCOMOMO_JAPANより、駅舎が2014年度日本におけるモダン・ムーブメントの建築に選定された[14]。
- 2018年（平成30年）3月17日：山陽本線（JR神戸線）に駅ナンバリングが導入され、使用を開始する[15]。
- 2023年（令和5年）
  - 6月17日：みどりの券売機プラスを導入[3]。
  - 6月30日：みどりの窓口の営業を終了[3]。
  - 7月1日：業務委託化[2]。

## 駅構造
JR神戸線の島式2面4線高架ホーム（2階）に加え、和田岬線用の1面1線のホーム（中2階）を持つ。
両線の乗換口には中間改札が設けられている。和田岬駅には乗車券の販売施設および改札・精算設備がなく、代わりに当駅の乗換口にそれらの機能が置かれている。和田岬駅からの乗客はまず無札で乗車し、当駅での下車時に乗車券を購入し中間改札を抜け、当駅で降りる場合は出口改札から出場、JR神戸線に乗り換える場合はその乗車券を持って列車に乗車することとなる。逆に、和田岬線に乗る場合は当駅の中間改札で乗車券は回収、定期券は確認を行う。同様の方式は東武大師線や名鉄築港線、阪神武庫川線においても採用されている。
なお、和田岬線の列車運行がない時間帯は、中間改札・和田岬線ホームともに閉鎖される。

### のりば
| のりば         | 路線           | 方向           | 線路           | 行先                   | 備考               |
| JR神戸線ホーム | JR神戸線ホーム | JR神戸線ホーム | JR神戸線ホーム | JR神戸線ホーム         | JR神戸線ホーム     |
| -------------- | -------------- | -------------- | -------------- | ---------------------- | ------------------ |
| 1              | JR神戸線       | 上り           | 外側線         | 三ノ宮・尼崎・大阪方面 | 朝の快速の一部     |
| 2              | JR神戸線       | 上り           | 内側線         | 三ノ宮・尼崎・大阪方面 |                    |
| 3              | JR神戸線       | 下り           | 内側線         | 西明石・姫路方面       |                    |
| 4              | JR神戸線       | 下り           | 外側線         | 西明石・姫路方面       | 平日朝の快速の一部 |
| 和田岬線ホーム |                |                |                |                        |                    |
|                | ■和田岬線      | ■和田岬線      | ■和田岬線      | 和田岬方面             |                    |

上表の路線名は旅客案内上の名称（愛称もしくは通称）で表記している。和田岬線ホームには付番がなされていない。
1・4番のりばはラッシュ時を除いて新快速・特急列車・貨物列車が通過するのみであるため、通常は一部を除きロープで封鎖されている。1・4番のりばに停車する列車については後述。
| | ↑ 和田岬                                                  |                                      |
| ← 神戸・三ノ宮 ・尼崎・大阪 方面 | 山陽本線（JR神戸線）兵庫駅－須磨海浜公園駅間 鉄道配線略図 | → 西明石・姫路・ 網干・播州赤穂 方面 |
| 凡例 出典:以下を参考に作成。 * 『鉄道ジャーナル（2008年8月号）』[1]、「兵庫－鷹取間の配線略図」、86頁。 * 『鉄道ファン（2004年1月号）』[2]、 図4－14 「兵庫駅付近の配線略図」、78頁。 * 「コンテナ取扱駅構内図 － 神戸貨物ターミナル駅」、『2009貨物時刻表』、鉄道貨物協会、2009年3月、299頁。 * JRおでかけねっと（JR西日本公式ホームページ） - 構内図 兵庫駅、新長田駅、鷹取駅、および須磨海浜公園駅 ※ 甲種輸送は左上の川崎車両（図中表記は川崎重工業車両カンパニー）兵庫工場から■和田岬線－■小運転線経由で神戸貨物ターミナル駅へ送られる。 |                                                           |                                      |

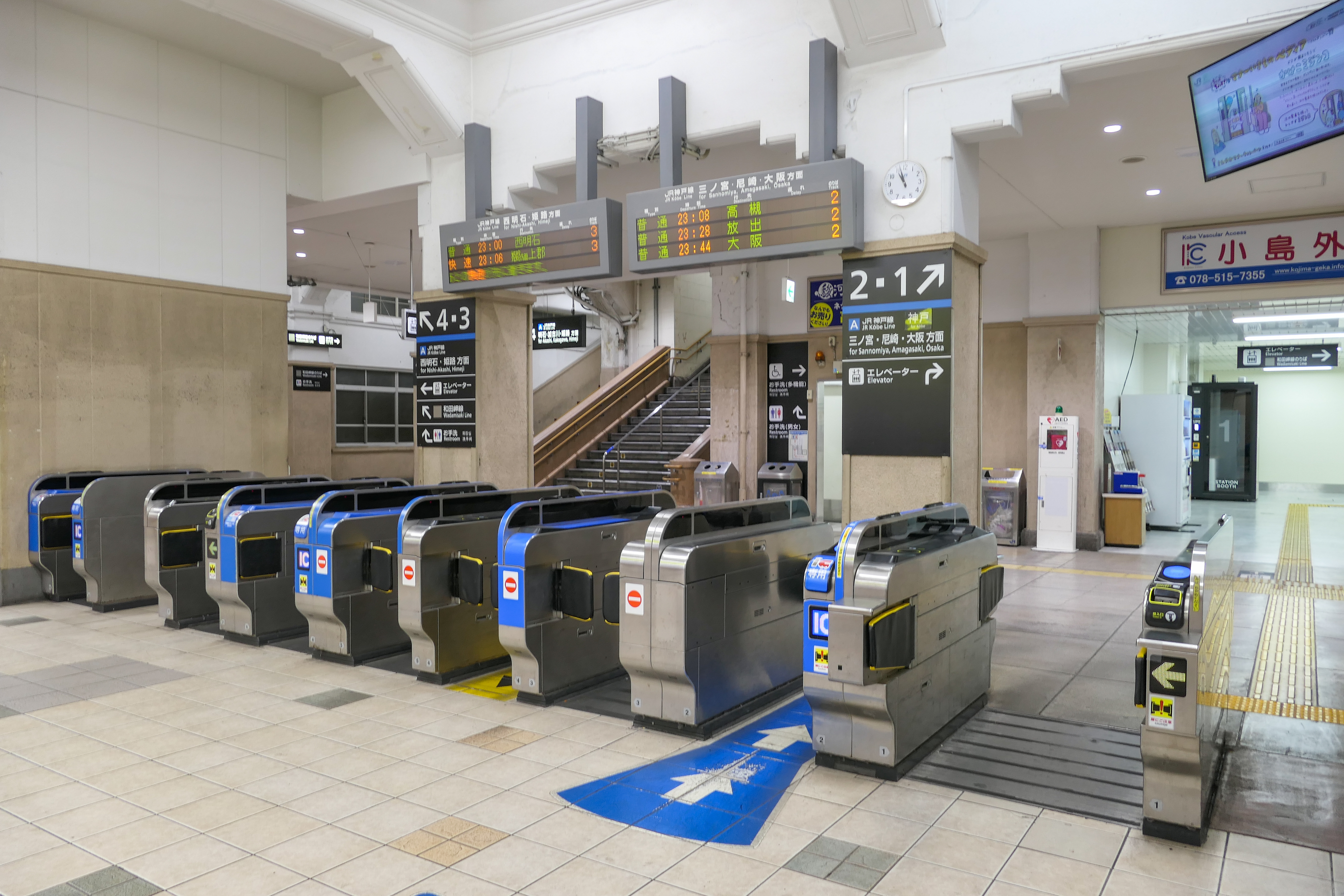
山陽本線改札（2023年12月）
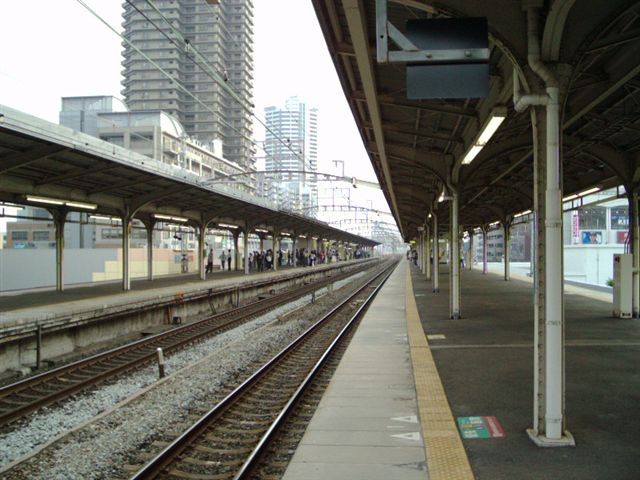
山陽本線ホーム（2006年5月）
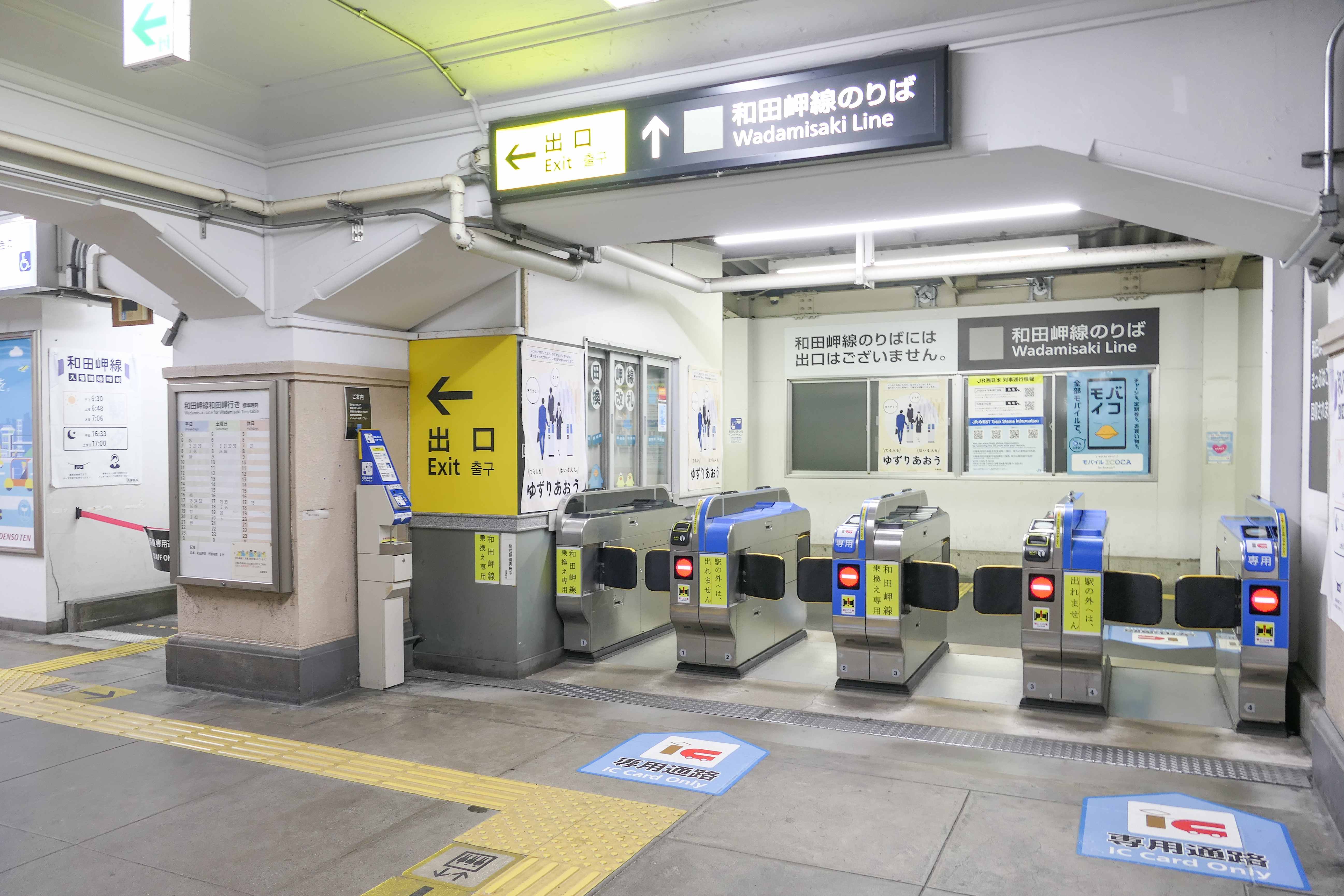
和田岬線用・中間改札（2023年12月）
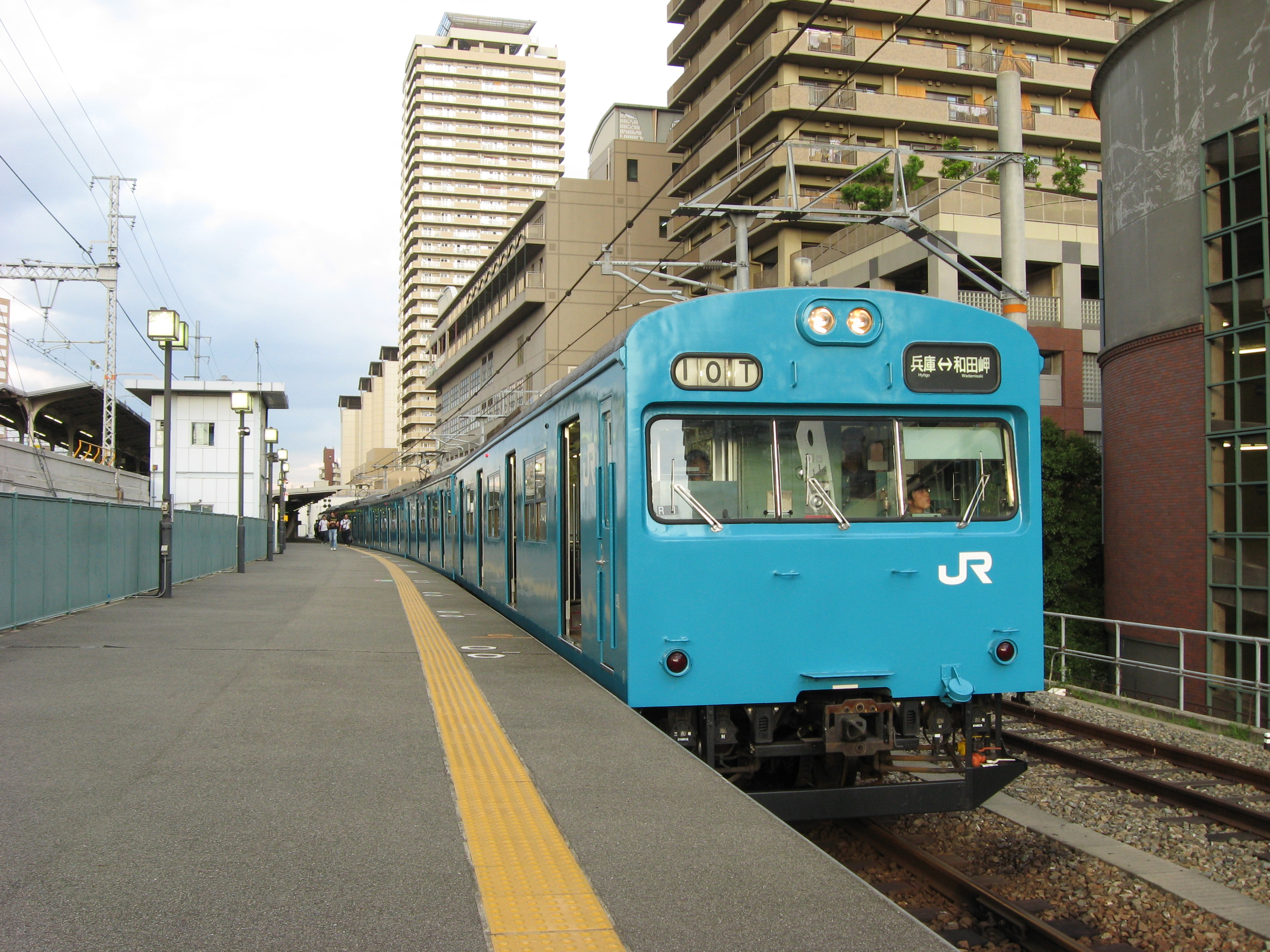
和田岬線ホーム（2008年8月）

### 小運転線・専用線
当駅 - 鷹取駅間には山陽本線の複々線の線路とは別に単線の小運転線があり、在来線乗務員の異常時対応能力向上を図る「神戸乗務員訓練センター」が設置されている。この線路は乗務員の訓練線として使用されており、通常運転の信号機とは別に訓練用の信号機が設置されており、実際に列車（主に103系電車）を走らせて訓練が行われている。
また、当駅の南約1 kmのところに鉄道車両を数多く製造している川崎車両兵庫工場（旧川崎重工業車両カンパニー）があり、和田岬線から専用線が分岐している[3]。川崎車両から甲種車両輸送列車が搬出される場合は、当駅で折り返し上記の小運転線を通って神戸貨物ターミナル駅へ送られる。神戸貨物ターミナル駅までは、当駅折返線の車両有効長の限界から、一度に8両までしか輸送できない。1編成9両以上になる場合は2日間に分けて搬送され、神戸貨物ターミナル駅で連結後、全国各地へ出発する[4]。

## ダイヤ

### JR神戸線
日中時間帯は1時間に12本（快速が4本、普通が8本）停車する。三ノ宮・大阪方面の列車は2番のりば、西明石・姫路方面の列車は3番のりばに停車する。朝ラッシュ時は本数が多くなる。
上り電車線から1番のりば（上り列車線）および4番のりば（下り列車線）から下り電車線への移動が可能である。朝の大阪・京都方面の「快速」で列車線経由（手前の舞子駅・垂水駅・須磨駅は通過）し、1番のりばを使用する快速が多数設定されているほか、その3駅に停車し、電車線から1番のりばに入る列車が1本だけある（平日の快速 近江塩津行き）。これらの列車は次の神戸駅で新快速の待ち合わせを行う。これ以外には土休日には外側線走行区間を芦屋駅までに短縮して当駅で同様に移動する便が存在する。朝時間帯の姫路方面の快速は当駅で電車線に移り、3駅に停車する。2003年11月28日までは列車線運転で3駅は通過していた。
当駅を通過する新快速でも、4番のりばから電車線に入る列車が深夜に1本だけある。これは2009年3月14日のダイヤ改正にて快速から格上げされた列車である。

### 和田岬線
列車は朝晩のみの運行である。主に専用の207系が用いられる。日中の運転がないためか、JR神戸線列車の車掌による放送では、和田岬線の乗換駅とは案内されない場合が多い。ただし321系・225系の車内モニターでは和田岬線が接続路線として案内される。
| 本数     | 路線（西方向）                                               | 系統・種別 | 路線（東方向）                                 | 本数   | 備考 |
| -------- | ------------------------------------------------------------ | ---------- | ---------------------------------------------- | ------ | ---- |
| 4本/時   | 網干・加古川－・・・－明石－舞子－垂水－須磨－兵庫           | 快速       | 兵庫－神戸－元町－三ノ宮－・・・－野洲・米原   | 4本/時 |      |
| 8本/時   | 加古川・明石－・・・－須磨－須磨海浜公園－鷹取－新長田－兵庫 | 普通       | 兵庫－神戸－元町－三ノ宮－・・・－高槻・四条畷 | 8本/時 |      |
| 朝・夕方 | 和田岬－兵庫                                                 | 和田岬線   |                                                |        |      |

## 利用状況
「データで見るJR西日本」によると2023年（令和4年）度の1日あたりの乗車人員は20,088人で、これはJR西日本の駅の中では新長田駅に次いで第47位である。
「神戸市統計書」（神戸市企画調整局総合計画課・編）及び「兵庫県統計書」によると、1日あたり乗車人員は以下の通りである。
| 年度   | 1日平均 乗車人員 |
| ------ | ---------------- |
| 1999年 | 19,999           |
| 2000年 | 20,377           |
| 2001年 | 20,262           |
| 2002年 | 19,832           |
| 2003年 | 20,091           |
| 2004年 | 20,198           |
| 2005年 | 20,407           |
| 2006年 | 20,712           |
| 2007年 | 20,951           |
| 2008年 | 21,400           |
| 2009年 | 21,121           |
| 2010年 | 21,121           |
| 2011年 | 21,177           |
| 2012年 | 21,122           |
| 2013年 | 21,452           |
| 2014年 | 21,420           |
| 2015年 | 21,790           |
| 2016年 | 22,224           |
| 2017年 | 22,365           |
| 2018年 | 22,387           |
| 2019年 | 22,333           |
| 2020年 | 18,487           |
| 2021年 | 18,717           |
| 2022年 | 19,765           |
| 2023年 | 20,088           |

## 駅周辺
駅舎のある駅北側は西国街道に面して駅前広場が設けられている。駅の東方に鎮座する柳原蛭子神社より東側に兵庫津の旧市街が広がる。

### キャナルタウン兵庫
駅南側に存在する再開発区域で、かつての貨物設備の跡地である。主要施設は以下の通り。 
- 都市再生機構キャナルタウンウェスト団地
- コープこうべコープ兵庫

### 兵庫駅前 ショッピング・ユー
駅北側に存在する複合商業施設。主要テナントは以下の通り。 
- 関西スーパー 兵庫店
- 上層階には都市再生機構兵庫駅前市街地住宅が入居している。

### その他の周辺施設
- タクシー乗り場（北側・南側両出口にあり）
- 阪神神戸高速線大開駅
- 能福寺[1]
- 柳原蛭子神社
- 大黒天 福海寺[1]
- 神戸市立兵庫図書館
- 神戸ルミナスホテル
- 関西スーパー兵庫店・大開店
- 川崎車両神戸本社・兵庫工場（和田岬線と線路が繋がっている）
- 増田製粉所本社・工場
- デンソーテン本社・工場
- ホームセンターコーナン・コーナンPRO 兵庫松原通店
- 神戸市バス松原営業所
- 神戸百年記念病院（駅北側のタクシー乗場西隣の送迎バス利用）
- 吉田病院
- 西市民病院
- サンディ 兵庫駅前店

### バス路線
「兵庫駅前」停留所にて、神戸市バスの路線が発着する。
- 4系統：神戸駅前 / 大日丘住宅前
- 6系統：松原通5 / 房王寺町5方面
- 9系統：神戸駅前 / 吉田町一丁目
- 13系統：新長田駅方面
- 96系統：神戸駅前 / 新長田駅前

駅南側の「JR兵庫駅前」停留所からは、兵庫区コミュニティバス「みんなのバス」が発着する。
- みんなのバス：兵庫区役所前方面 / 三菱神戸病院前方面

## 隣の駅
西日本旅客鉄道（JR西日本）
 JR神戸線（山陽本線）
■新快速
通過
■快速（列車線経由、朝の上りのみ運転）
神戸駅 (JR-A63) ←  兵庫駅 (JR-A64) ← 明石駅 (JR-A73)
■快速（電車線経由）
神戸駅 (JR-A63) - 兵庫駅 (JR-A64) - 須磨駅 (JR-A68)
■普通（JR東西線・学研都市線内で区間快速となる電車を含む）
神戸駅 (JR-A63) - 兵庫駅 (JR-A64) - 新長田駅 (JR-A65)
■和田岬線（山陽本線支線）
兵庫駅 - 和田岬駅

### かつて存在した路線
日本国有鉄道
山陽本線貨物支線（兵庫臨港線）
兵庫駅 - 新川駅